# Xian de Zhengyang
Le xian de Zhengyang (正阳县 ; pinyin : Zhèngyáng Xiàn) est un district administratif de la province du Henan en Chine. Il est placé sous la juridiction de la ville-préfecture de Zhumadian.

## Démographie
La population du district était de 730 426 habitants en 1999.